# Boca da Vereda
A Boca da Vereda é uma elevação portuguesa localizada no concelho de Lajes das Flores, ilha das Flores, arquipélago dos Açores.
Este acidente geológico tem o seu ponto mais elevado a 632 metros de altitude acima do nível do mar. Nesta formação geológica encontra-se localizado o Parque Eólico da Boca da Vereda, sendo que esta formação se encontra próxima da Lagoa da Lomba e do Pico do Touro.